# Elmo (Montana)
Elmo es un lugar designado por el censo (en inglés, census-designated place, CDP) situado en el condado de Lake, Montana, Estados Unidos. Según el censo de 2020, tiene una población de 244 habitantes.

## Geografía
La localidad está ubicada en las coordenadas 47°49′44″N 114°20′54″O / 47.82889, -114.34833 (47.829024, -114.348349). Según la Oficina del Censo, tiene una superficie de 0.82 km², correspondientes en su totalidad a tierra firme.

## Demografía
Según el censo de 2020, hay 244 personas residiendo en la localidad. La densidad de población es de 297.56 hab./km². El 72.54% de los habitantes son amerindios, el 23.36% son blancos, el 0.41% es afroamericano y el 3.69% son de una mezcla de razas. Del total de la población el 1.23% son hispanos o latinos de cualquier raza.